# Enrique Villalba
Enrique Atanasio Villalba Flor (Paraguay; 2 de mayo de 1955) es un exfutbolista paraguayo que se desempeñaba como delantero. Fue internacional con la Selección de Paraguay dónde la representó en la Copa América 1979.

## Clubes
| Club           | País      | Año       |
| -------------- | --------- | --------- |
| Olimpia        | Paraguay  | 1974-1979 |
| Anderlecht     | Bélgica   | 1979-1980 |
| UAG            | México    | 1980-1982 |
| Tampico Madero | México    | 1982-1983 |
| Millonarios    | Colombia  | 1983      |
| River Plate    | Argentina | 1984      |
| Cerro Porteño  | Paraguay  | 1985-1986 |

Fue campeón con |Olimpia en la liga paraguaya en los años 1975 y 1978. Asimismo, fue campeón de la Copa Libertadores 1979 y de la Copa América con la selección de Paraguay en el año 1979